# Catherine Marshall

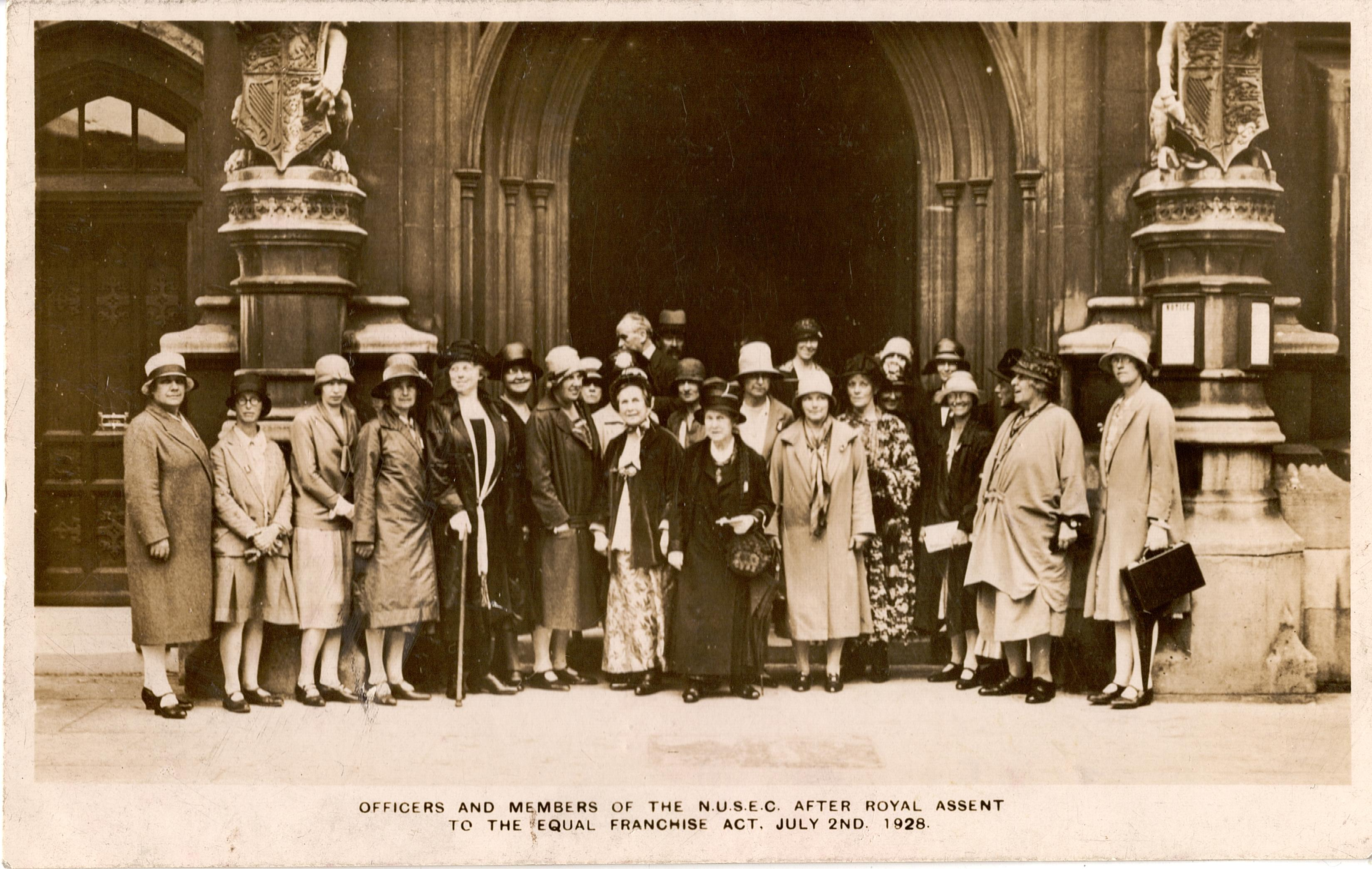
Mitglieder der National Union of Societies to Equal Citizenship nach der königlichen Zustimmung zum Equal Franchise Act am 2. Juli 1928: Die Gruppe umfasst Millicent Garrett Fawcett, Ray Strachey, Philippa Fawcett, Agnes Garrett, Chrystal Macmillan, Miss Macadam, Catherine Marshall, Miss Courtney, Miss Ward.

Catherine Elizabeth Marshall (* 29. April 1880 in Harrow on the Hill, London, England; † 22. März 1961 in Hampstead (London), England) war eine britische Frauenrechtlerin und Friedensaktivistin.

## Leben und Werk
Marshall war die ältere von zwei Töchtern der Lehrerin Caroline Colbeck und des Mathematiklehrers Francis Marshall, der an der Harrow School unterrichtete. Sie wurde privat erzogen und besuchte dann drei Jahre lang die St. Leonards School in Schottland. 1904 wurde sie Mitglied der London Society for Women’s Suffrage.
Im Mai 1908 traten sie und ihre Mutter in die National Union of Women’s Suffrage Societies (NUWSS) ein und gründeten eine Zweigstelle in Keswick, Cumbria. 1911 trat sie in die Kerngruppe der NUWSS ein, die mit Kathleen Courtney zusammenarbeitete, die zur Ehrensekretärin gewählt wurde. Marshall leitete die Presseabteilung und nahm im Juni 1911 an dem Treffen der International Women’s Suffrage Alliance in Stockholm teil. Sie übernahm die Funktion von der erkrankten Edith Palliser bei der NUWSS und leitete diese mit Courtney.

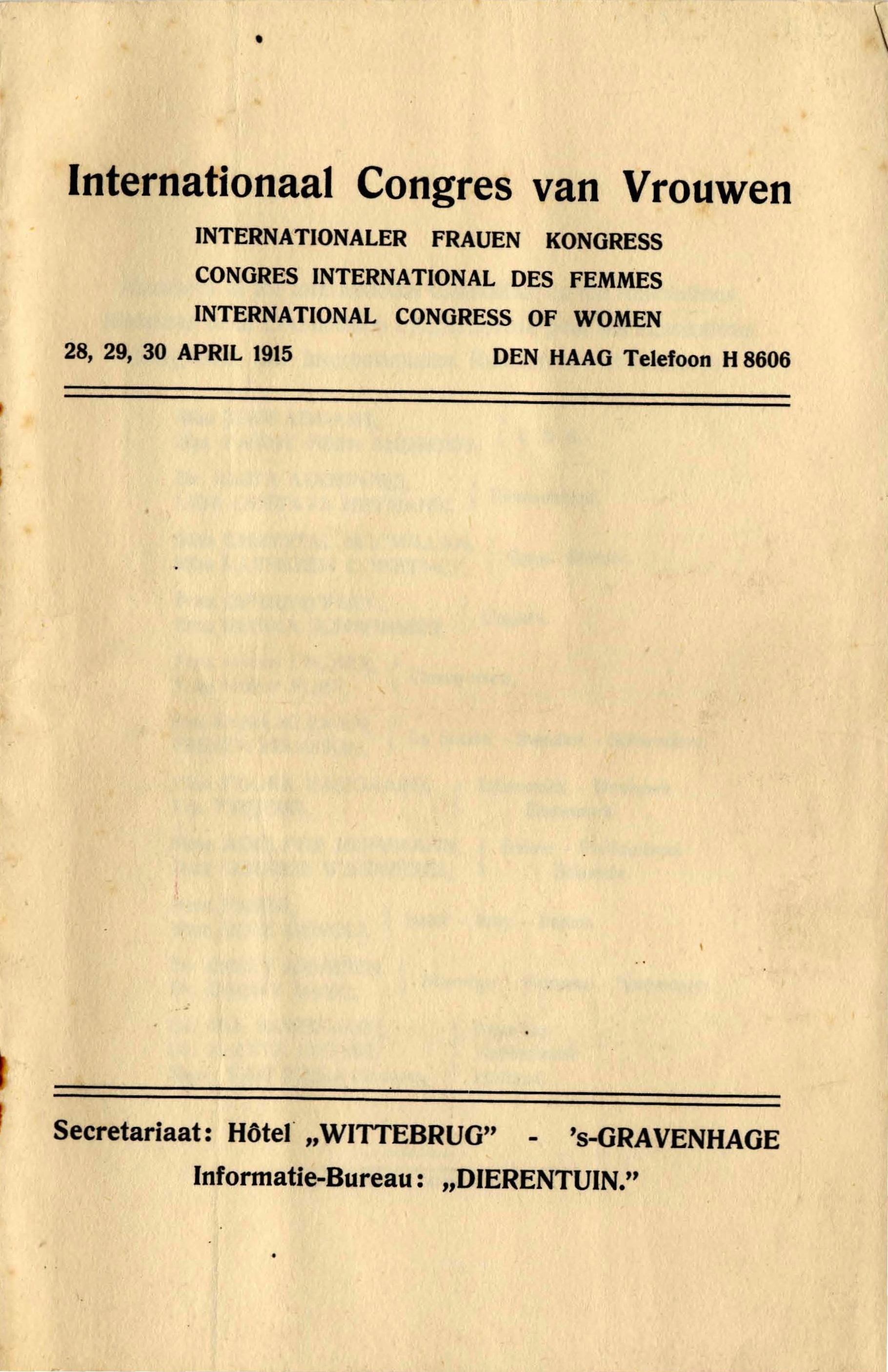
Titelseite des Teilnehmerprogramms/Liste des Internationalen Frauenkongresses in Den Haag, April 1915

Marshall gehörte zu einer Gruppe, die den internationalen Frauenfriedenskongress organisierte, der im Februar 1915 in Den Haag stattfand. Sie arbeitete mit Frauen aus den Niederlanden, Belgien und Deutschland zusammen und versuchte Pässe für britische Frauen für die Kongressteilnahme zu erhalten. Von den ursprünglich 120 beantragten Pässen wurden vom Innenminister 20 Frauen ausgewählt. Da die Schifffahrtswege der Nordsee von der Regierung geschlossen wurden, konnten nur drei britische Frauen an dem Kongress teilnehmen. Zwei waren bereits in Den Haag und halfen bei der Organisation der Veranstaltung und eine reiste aus den USA an. Im März 1915 trat sie von ihren Positionen bei der NUWSS zurück und gründete die Landesgruppe der Women’s International League for Peace and Freedom.
Sie gehörte zu den Organisatorinnen der britischen pazifistischen Organisation No-Conscription Fellowship, die Männer ermutigte, den Kriegsdienst zu verweigern. Sie begann eine Beziehung mit Clifford Allen, dem Vorsitzenden der No-Conscription Fellowship, der dreimal als Kriegsdienstverweigerer inhaftiert war. 1917 wurde dieser so krank, dass er aus dem Gefängnis entlassen wurde, und er und Marshall lebten für kurze Zeit zusammen.
1919 war Marshall Delegierte bei dem Internationalen Frauenkongress in Zürich, an dem viele Delegierte aus Ländern teilnahmen, die am Krieg beteiligt waren. Der Kongress konnte das Modell für den neuen Völkerbund begutachten. Die Frauen der WILPF verurteilten die Bestimmungen des Versailler Vertrages sowohl wegen der Strafmaßnahmen als auch wegen der fehlenden Verurteilung von Gewalt und der Ausgrenzung von Frauen. Nachdem Marshall die Geschäftsordnung des Völkerbundes gelesen hatte und feststellte, dass die Richtlinien undemokratisch waren, wurden diese auf ihren Vorschlag hin modifiziert. Auf dem Kongress schlug sie vor, den Namen in Women’s International League for Peace and Freedom (WILPF) zu ändern, und arbeitete von 1923 bis 1924 am WILPF-Hauptsitz in Genf. Sie besuchte Staatsoberhäupter in Frankreich und Deutschland sowie Arbeiter im gewaltfreien Widerstand im Ruhrgebiet.
In den 1930er Jahren half sie Menschen bei der Flucht aus Deutschland zur Zeit des Nationalsozialismus, indem sie einige jüdische tschechische Flüchtlinge in dem Haus unterbrachte, das sie und ihr Bruder in Portinscale bei Keswick in Cumbria geerbt hatten. Nach dem Zweiten Weltkrieg wohnte sie in Golders Green, Middlesex, wo sie in den 1920er Jahren für sich und ihren Bruder ein Haus gebaut hatte. Sie war weiterhin in der WILPF, in der Union of Democratic Control und in der Labour Party aktiv.
Marshall starb im New End Hospital in Hampstead nach einem Sturz in ihrem Haus.

## Ehrungen
- Ihre Papiere werden in der Irischen Nationalbibliothek aufbewahrt.[2]
- Ihr Name und ihr Bild befindet sich mit dem von 55 anderen Unterstützerinnen und 4 Unterstützern des Frauenwahlrechts auf dem Sockel der Millicent-Fawcett-Statue am Parliament Square in London.[3]